# Aurilândia
Aurilândia is een gemeente in de Braziliaanse deelstaat Goiás. De gemeente telt 3.709 inwoners (schatting 2009).